# 僖嬪 (康熙帝)
僖嬪（きひん、? - 1702年7月18日）は、清の康熙帝の側室。満洲族で、姓はヘシェリ（赫舎里）氏（Hešeri hala）。

## 経歴
ライシャン（賚山）の娘。康熙16年8月（1677年）に「僖嬪」に封された。康熙41年9月11日（1702年7月18日）に薨去した。

## 登場作品
- テレビドラマ『宮 パレス 〜時をかける宮女〜』

## 伝記資料
- 『清聖祖実録』
- 『星源集慶』